# مسیحیت و اسلام

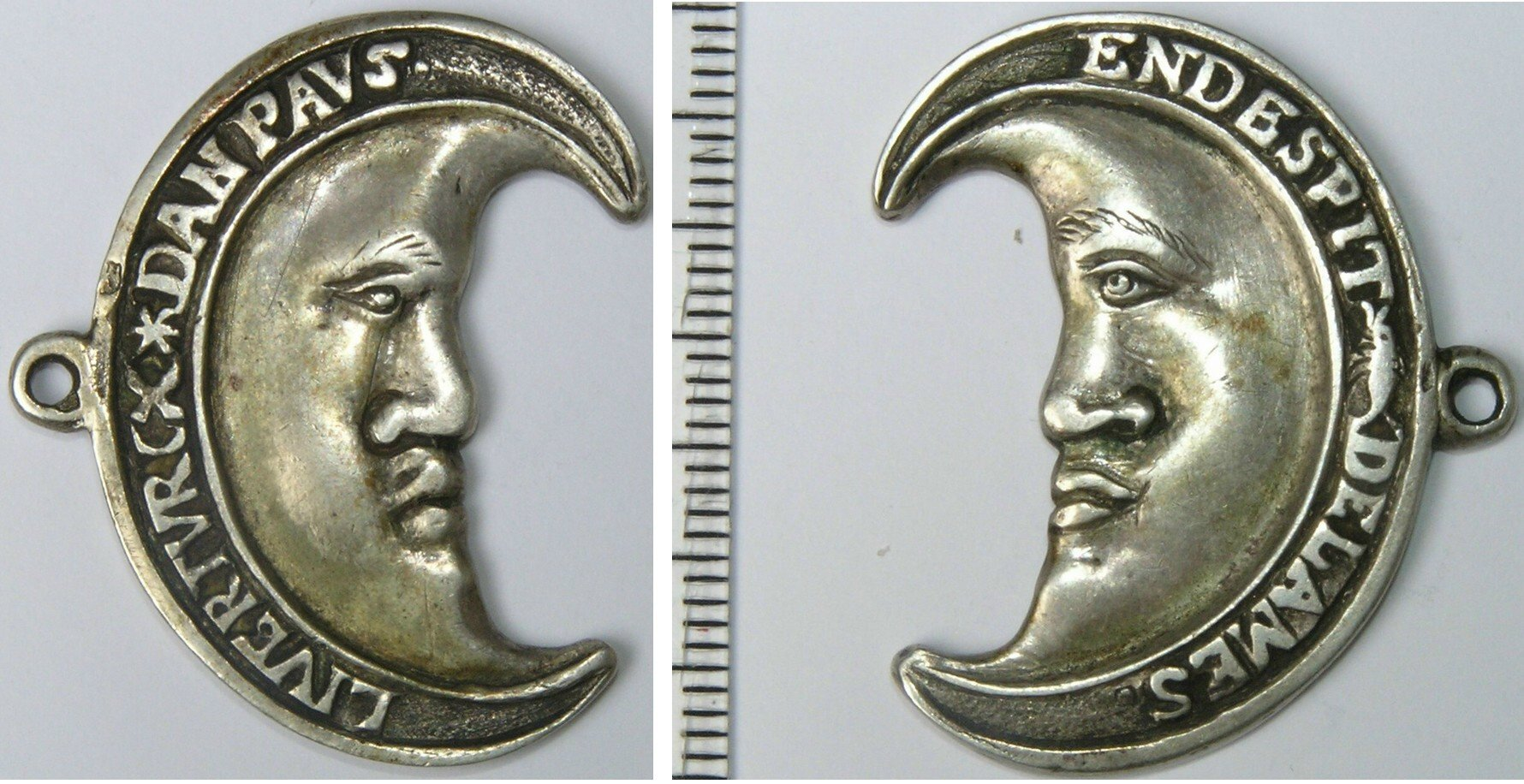
مدال هلالی هلندی گوزن در زمان شورش هلندی ضد اسپانیایی، با شعار "Liver Turcx dan Paus" (به جای ترکی تا پاپ (یعنی پاپیست)")، ۱۵۷۰.

مسیحیت و اسلام با حدود ۲٫۴ و ۲ میلیارد پیرو، دو دین بزرگ در جهان. هر دو دین ابراهیمی تلقی می‌شوند و توحیدی هستند و منشأ آن‌ها در خاورمیانه است.
مسیحیت از یهودیت معبد دوم در سدهٔ نخست میلادی شکل گرفت؛ که بر پایهٔ زندگی، آموزه‌ها، مرگ و رستاخیز عیسی مسیح است و کسانی که از آن پیروی می‌کنند مسیحی نامیده می‌شوند. اسلام در سدهٔ هفتم میلادی گسترش یافت. اسلام بر پایهٔ آموزه‌های محمد به‌عنوان تسلیم شدن در برابر ارادهٔ خداوند بنا شده‌است. کسانی که از آن پیروی می‌کنند مسلمان (به معنای تسلیم‌کنندگان در برابر خدا) نامیده می‌شوند.
مسلمانان مسیحیان را اهل کتاب می‌دانند و همچنین آنها را کافر می‌دانند که به‌دلیل تثلیث مرتکب شرک می‌شوند و از این رو باور دارند که طبق احکام اسلام باید ذمی باشند. مسیحیان نیز به همین ترتیب دیدگاه‌های گسترده‌ای در مورد اسلام دارند. بیشتر مسیحیان اسلام را به‌عنوان یک دین نادرست می‌بینند زیرا پیروان آن تثلیث، الوهیت مسیح، تصلیب عیسی و رستاخیز مسیح را رد می‌کنند.
اسلام عیسی را مسیح می‌داند که برای هدایت بنی‌اسرائیل با وحی جدیدی فرستاده شد: الانجیل (عربی به معنای «انجیل»). مسیحیت همچنین باور دارد که عیسی مسیح مسیحی است که در متون مقدس عبری پیشگویی شده‌است. با این حال، بسیار مهم‌تر از ایمان مسیحی این است که عیسی خدای تجسم یافته‌است، به‌طور ویژه، یکی از فرضیه‌های خدای سه‌گانه، خدای پسر. ایمان به عیسی بخش اساسی الهیات مسیحی و اسلامی است.
مسیحیت و اسلام نوشته‌های مقدس متفاوتی دارند. متن مقدس مسیحیت کتاب مقدس و متن مقدس اسلام قرآن است. مسلمانان بر این باورند که انجیل برای شکل‌دادن به عهد جدید مسیحی تحریف یا تغییر یافته‌است. برعکس، مسیحیان درک یکسانی از قرآن ندارند، اگرچه بیشتر آنها بر این باورند که این یک اثر ساختگی یا دروغین است.

## همانندی‌ها و تفاوت‌ها
در سنت اسلامی باور بر این است که مسیحیان و همچنین یهودیان همان خدایی را می‌پرستند که مسلمانان می‌پرستند. با این حال، در مورد اینکه آیا مسلمانان و مسیحیان خدای واحدی را می‌پرستند، از دید برخی، دیدگاه‌های متفاوتی وجود دارد. مشکل بزرگ‌تر این است که «x پرستش» همان چیزی است که فیلسوفان تحلیلی، مانند پیتر ون اینویج، استاد برجسته فلسفه دین، به عنوان «زمینهٔ هدفمند (در مقابل توسعه‌ای)» می‌شناسند، جایی که اصطلاح «x» ندارد. برای اشاره به هر چیزی (مثلاً "جیسون زئوس را می‌پرستد"). در یک "زمینه عمدی" نمی‌توان عبارات ارجاع مشترک را بدون تأثیر بر ارزش صدق گزاره جایگزین کرد. به عنوان مثال، اگرچه " ژوپیتر " ممکن است به همان موجودی "زئوس" اشاره کند، اما جیسون، یونانی، مشتری را نمی‌پرستد و حتی ممکن است از خدای رومی آگاه نباشد. پس نمی‌توان گفت که «عبدال» مسلمان، یهوه را می‌پرستد، حتی اگر یهوه و الله نام‌های مشترک باشند.

### کتاب مقدس
کتاب مقدس مسیحیان از عهد عتیق و عهد جدید تشکیل شده‌است. عهد عتیق در یک دوره دو هزار ساله قبل از زایش مسیح نوشته شده‌است. عهد جدید در دهه‌های پس از مرگ مسیح نوشته شد. از دید تاریخی، مسیحیان عموماً باورمند بودند که کل کتاب مقدس کلام الهام‌شده خداست. با این حال، افزایش انتقادات بالاتر در دوران روشنگری منجر به تنوع دیدگاه‌ها در مورد اعتبار و اشتباه کتاب مقدس در فرقه‌های مختلف شده‌است. مسیحیان قرآن را مجموعه‌ای از متون غیرالهی می‌دانند.
قدمت قرآن به اوایل سده هفتم یا دهه‌های پس از آن می‌رسد. مسلمانان بر این باورند که به تدریج در یک دوره تقریباً ۲۳ ساله بر محمد نازل شد که از ۲۲ دسامبر ۶۰۹ آغاز شد، زمانی که محمد ۴۰ ساله بود و در سال ۶۳۲، سال وفات او به پایان رسید. قرآن با روایات عمده‌ای که در کتب مقدس یهودی و مسیحی بازگو شده‌است آشنا می‌باشد. برخی را خلاصه می‌کند، در برخی دیگر به وسعت می‌پردازد و در برخی دیگر متفاوت است. مسلمانان بر این باورند که خداوند انجیل (انجیل یونانی یا انجیل) را به عیسی داده‌است و بخش‌هایی از این آموزه‌ها گم شده یا تحریف شده‌است تا کتاب مقدس عبری و عهد جدید مسیحی تولید شود. بیشترین مسلمانان قرآن را تنها کتاب فرستاده‌ای می‌دانند که خداوند آن را از تحریف یا فساد حفظ کرده‌است.

### عیسی
مسلمانان و مسیحیان هر دو باور دارند که عیسی از مریم باکره زاده شد. آنها همچنین باور دارند که عیسی مسیح است. با این حال، آنها در مورد دیگر مسائل کلیدی در مورد عیسی اختلاف دارند. مسیحیان باورمندند که عیسی پسر تجسم یافته خدا، الهی و بی گناه بود. اسلام آموزش می‌دهد که عیسی یکی از مهم‌ترین پیامبران خدا بود، اما نه پسر خدا، نه الهی و نه جزئی از تثلیث. بلکه مسلمانان بر این باورند که آفرینش عیسی شبیه آفرینش پدرش آدم (آدم در اسلام) بوده‌است.
مسیحیت و اسلام نیز در دیدگاه‌های بنیادین خود در رابطه با مصلوب شدن و رستاخیز مسیح یکدیگر تفاوت دارند. مسیحیت آموزش می‌دهد که عیسی توسط سنهدرین و فرماندار رومی پونتیوس پیلاطس به مرگ محکوم شد، مصلوب شد و پس از سه روز دوباره زنده شد. اسلام آموزش می‌دهد که عیسی پیامبری انسانی بود که مانند سایر پیامبران سعی داشت قوم خود را به پرستش خدا بکشاند که توحید نامیده می‌شود. مسلمانان همچنین باور دارند که عیسی به مصلوب شدن محکوم شد و سپس به‌طور معجزه آسایی از اعدام نجات یافت و به آسمان برخاست. در اسلام به جای اینکه عیسی به صلیب کشیده شود، شبیه او را مصلوب کردند.
هم مسیحیان و هم مسلمانان به آمدن دوم عیسی ایمان دارند. مسیحیت بیان نمی‌کند که عیسی به کجا باز خواهد گشت، در حالی که در حدیث اسلام آمده‌است که عیسی به مناره سفیدی در شرق دمشق (که گمان می‌رود مناره عیسی در مسجد اموی است) باز خواهد گشت و پشت سر مهدی نماز خواهد خواند. مسیحیان باور دارند که عیسی برای کشتن دجال بازخواهد گشت و به همین ترتیب مسلمانان باور دارند که عیسی برای کشتن دجال باز خواهد گشت. بسیاری از مسیحیان باور دارند که عیسی پس از آن ۱۰۰۰ سال حکومت خواهد کرد، در حالی که مسلمانان باور دارند عیسی چهل سال حکومت خواهد کرد، ازدواج خواهد کرد، صاحب فرزند خواهد شد و در گنبد سبز دفن خواهد شد.

### محمد
مسلمانان بر این باورند که محمد پیامبری بود که وحی (قرآن) از جانب خداوند از طریق فرشته جبرئیل دریافت کرد به تدریج در مدت تقریباً ۲۳ سال، از ۲۲ دسامبر ۶۰۹، زمانی که محمد آغاز شد. چهل ساله بود و در سال ۶۳۲، سال وفاتش به پایان رسید. مسلمانان قرآن را مهم‌ترین معجزه محمد و دلیل بر نبوت او می‌دانند.
مسلمانان به محمد به عنوان تجسم مؤمن کامل احترام می‌گذارند و اعمال و گفته‌های او را الگوی رفتار آرمانی می‌دانند. برخلاف عیسی، که مسیحیان باور دارند پسر خدا بود، محمد یک انسان فانی بود، البته با ویژگی‌های خارق‌العاده. امروزه بسیاری از مسلمانان بر این باورند که نمایندگی از محمد اشتباه است، اما همیشه اینطور نبود. در زمان‌ها و مکان‌های مختلف، مسلمانان متدین به نمایندگی از محمد بودند، اگرچه هرگز این تصاویر را نمی‌پرستیدند.
در زمان زندگی محمد، او مراودات زیادی با مسیحیان داشت. یکی از نخستین مسیحیانی که محمد را ملاقات کرد ورقه بن نوفل، کشیش مسیحی عربستان باستان بود. او یکی از نخستین حنیفانی بود که به نبوت محمد ایمان آورد. محمد نیز با مسیحیان نجرانی ملاقات کرد و با آنها صلح کرد. یکی از نخستین بازگویی دیدگاه‌های ثبت شده دربارهٔ واکنش مسیحیان به محمد را می‌توان تنها چند سال پس از مرگ محمد دانست. هنگامی که داستان‌های پیامبر عرب در میان مسیحیان سوریه پخش شد، پیرمردی که از او در مورد «پیامبری که با سارازن‌ها ظاهر شده» پرسیده شد، پاسخ داد: «او دروغ است، زیرا پیامبران مسلح به شمشیر نمی‌آیند.»

### خداوند
در مسیحیت، رایج‌ترین نام خداوند یهوه است. در اسلام، رایج‌ترین نام خداوند، الله است، مشابه الوا در عهد عتیق. اکثریت قریب به اتفاق مسیحیان جهان به آموزه تثلیث پایبند هستند که در فرمول‌های اعتقادی بیان می‌کند که خدا سه فرض (پدر، پسر و روح) در یک جوهر است. در اسلام این مفهوم را نفی توحید و در نتیجه گناه شرک دانسته‌اند که از گناهان کبیره کبائر شمرده شده‌است. خود قرآن در مائده ۵:۷۳ به تثلیث اشاره می‌کند که می‌گوید: «آنها که می‌گویند: «الله سومین سه است» کافر شدند. و معبودی جز خدای یگانه نیست. و اگر از سخنان خود دست برندارند، قطعاً به کافرانشان عذاب دردناکی خواهد رسید.» اسلام مفهوم توحید را دارد که مفهوم خدای واحد و غیرقابل تقسیم است که شریکی ندارد.

### روح مقدس
مسیحیان و مسلمانان در مورد روح القدس دیدگاه‌های متفاوتی دارند. بیشتر مسیحیان باور دارند که روح القدس خدا و سومین عضو تثلیث است. در اسلام، روح القدس عموماً فرشته جبرئیل است. بیشتر مسیحیان باور دارند که فارقلیطی که در انجیل یوحنا به آن اشاره شده‌است، که در روز عید پنجاهه تجلی یافت، روح القدس است. بیشتر مسلمانان باور دارند که اشاره به فارقلیط پیشگویی ظهور محمد است.
یکی از آیات کلیدی در مورد فارقلیط یوحنا ۱۶:۷ است:
«اما من به شما راست می‌گویم: برای شما مصلحت است که من بروم، زیرا اگر نروم، تسلی دهنده نزد شما نخواهد آمد، اما اگر بروم، او را نزد شما خواهم فرستاد.»

### رستگاری
کاتشیسم کلیسای کاتولیک، سند رسمی دکترین منتشر شده توسط کلیسای کاتولیک روم، در مورد مسلمانان چنین می‌گوید:
رابطه کلیسا با مسلمانان. «طرح نجات همچنین شامل کسانی می‌شود که آفریننده را می‌شناسند، که در وهله نخست مسلمانان در میان آنها هستند؛ اینها ادعا می‌کنند که ایمان ابراهیم را دارند، و همراه با ما آنها را می‌پرستند. یکی، خدای مهربان، داور بشر در روز آخرت.»— آموزش و تربیت کلیسای کاتولیک
الهیات پروتستان بیشتر بر ضرورت ایمان به عیسی به عنوان یک نجات دهنده برای رستگاری تأکید می‌کند. مسلمانان ممکن است در الهیات مربوط به آشتی جهانی رستگاری دریافت کنند، اما طبق بیشتر الهیات پروتستان مبتنی بر توجیه از طریق ایمان، رستگاری نخواهند یافت:
"نخستین و اصلی‌ترین مقاله این است: عیسی مسیح، خدای و خداوند ما، برای گناهان ما مرد و دوباره برای عادل شمرده شدن ما زنده شد (رومیان ۲۴:۳–۲۵). او تنها بره خداست که گناهان را می‌برد جهان (یوحنا ۲۹:۱) و خدا گناه همه ما را بر او نهاده‌است (اشعیا ۶:۵۳) همه گناه کرده‌اند و بدون اعمال و شایستگی‌های خود آزادانه عادل شمرده شده‌اند، به واسطه فیض او، از طریق فدیه که در مسیح عیسی در خون او است (رومیان ۲۳:۳–۲۵). این برای ایمان آوردن لازم است. این را نمی‌توان به گونه‌ای دیگر با هیچ کار، قانون یا شایستگی به دست آورد یا درک کرد؛ بنابراین، واضح و مسلم است که این ایمان به تنهایی توجیه کننده است. ما … هیچ چیز از این ماده را نمی‌توان تسلیم کرد یا تسلیم کرد، حتی اگر آسمان و زمین و هر چیز دیگری سقوط کند (مرقس ۱۳:۳۱).— مارتین لوتر
قرآن به روشنی به همه مسیحیان صالحی که قبل از آمدن محمد در آنجا بودند وعده رستگاری می‌دهد:
لو! کسانی که ایمان آورده‌اند و یهودیان و نصارا و صابئیان - هر کس به خدا و روز بازپسین ایمان آورده و عمل نیک‌انجام دهد - قطعاً پاداش آنها نزد پروردگارشان است نه ترسی بر آنها وارد می‌شود و نه اندوهگین می‌شوند.— قرآن، سوره ۲ (بقره)، آیه ۶۲
قرآن همچنین روشن می‌کند که مسیحیان به پیروان قرآن نزدیک‌ترین محبت خواهند بود و مسیحیان را به خاطر فروتنی و خردمندی خود می‌ستاید:
و نزدیک‌ترین آنان را در محبت به مؤمنان خواهی یافت که می‌گویند: «همانا! ما مسیحی هستیم. دلیلش این است که در میان آنها کاهنان و راهبان هستند و به این دلیل که مغرور نیستند. هنگامی که به آنچه بر پیامبران فرستاده شده گوش می‌دهند، به سبب شناخت حق، چشمانشان را پر از اشک می‌بینی. گفتند: پروردگارا ما ایمان آوردیم. ما را در زمره شاهدان بنویسید.
چگونه به خدا و آنچه از حق به ما رسیده ایمان نیاوریم؟ و (چگونه) امیدوار نباشیم که پروردگارمان ما را با قوم صالح وارد کند؟
خداوند آنان را به خاطر گفتارشان پاداش داده‌است: باغ‌هایی که رودها از زیر درختانش جاری است و جاودانه در آن خواهند ماند. این پاداش نیکوکاران است.»— قرآن، سوره ۵ (مائده)، آیه‌های ۸۲–۸۵

## نویسندگان مسیحی اولیه و سده‌های میانی دربارهٔ اسلام و محمد

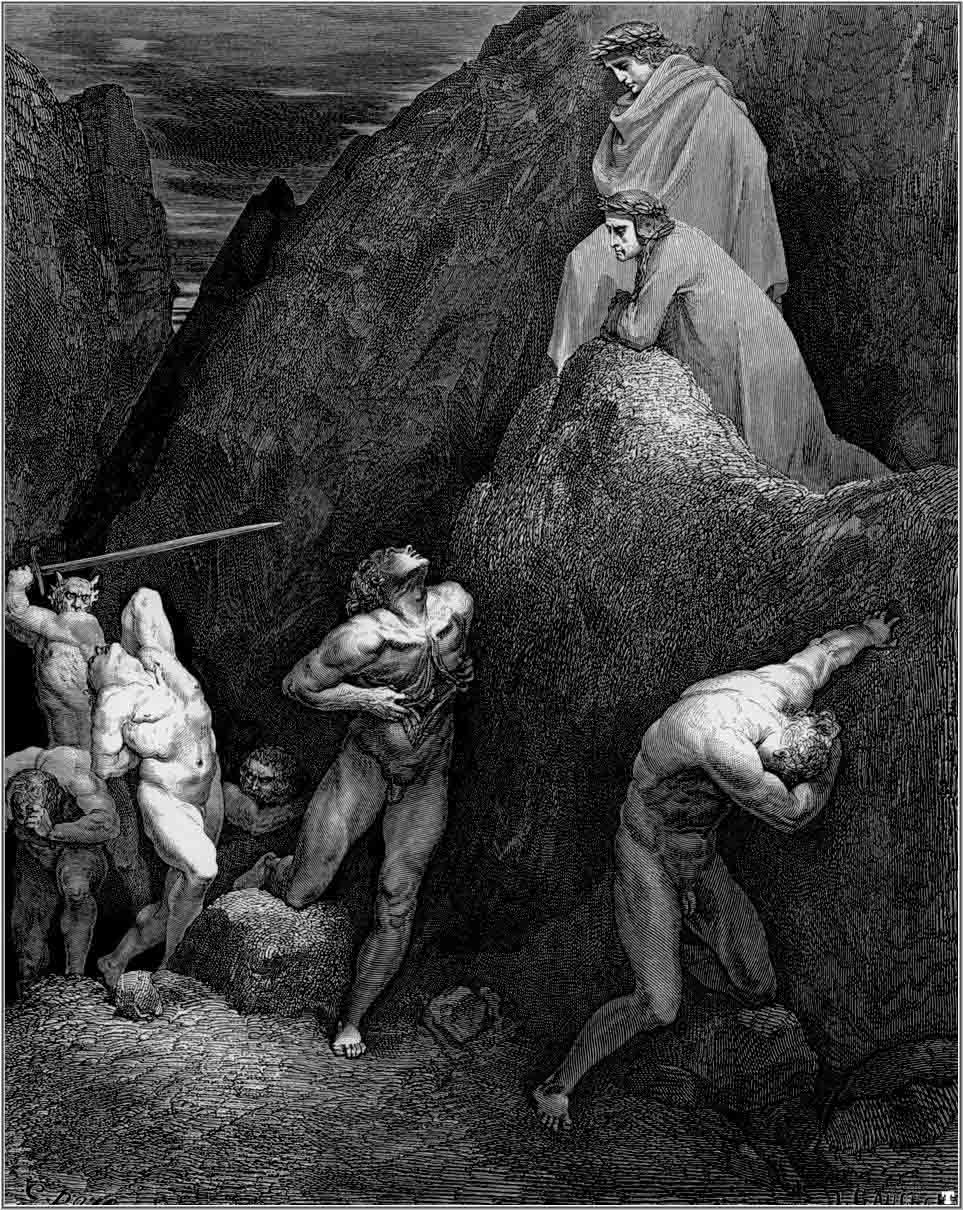
دانته، یک مسیحی، و ویرژیل به محمدی که در جهنم رنج می‌برد به‌عنوان یک انشقاق‌گرا، تصویری از کمدی الهی اثر گوستاو دوره. در طول سده‌های میانی، اسلام اغلب به عنوان یک بدعت مسیحی و محمد به عنوان یک پیامبر دروغین دیده می‌شد.

### یوحنای دمشق
در سال ۷۴۶ یوحنای دمشق چشمه دانش را نوشت که قسمت دوم آن با عنوان بدعت‌ها در مظهر: چگونه آغاز شدند و از کجا منشأ گرفتند. در این اثر قدیس جان به‌طور گسترده به قرآن اشاره می‌کند و به عقیده سنت جان، حتی به ابتدایی‌ترین بررسی‌ها هم عمل نمی‌کند. این اثر به‌تنهایی مربوط به اسماعیلیان نیست (نامی برای مسلمانان که ادعا می‌کردند از نسل اسماعیل آمده‌اند) بلکه همه بدعت‌ها هستند. چشمه دانش به‌طور مستقیم به چندین سوره اغلب با عدم باور ظاهری ارجاع می‌دهد.
از آن زمان تا به امروز پیامبری دروغین به نام محمد در میان آنها ظاهر شده‌است. این مرد پس از تصادف به عهد عتیق و جدید و همین‌طور، به نظر می‌رسد پس از گفتگو با یک راهب آریایی خود بدعت دینی را ابداع کرد. سپس با تلقین ظاهری پرهیزگاری به نعمت‌های مردم، اعلام کرد که کتابی از بهشت بر او فرستاده شده‌است. او چند تصنیف مضحک را در این کتاب خود آورده بود و آن را به عنوان مورد احترام به آنها داد. … در این کتاب بسیار چیزهای خارق‌العاده و کاملاً مسخره دیگری وجود دارد که به خود می‌بالد که از جانب خدا بر او فرستاده شده‌است. اما وقتی می‌پرسیم: «و چه کسی شهادت می‌دهد که خدا این کتاب را به او داده‌است؟»
 و کدام یک از پیامبران پیشگویی کرده‌است که چنین پیامبری قیام خواهد کرد؟ - آنها در زیان هستند. و متذکر می‌شویم که موسی شریعت را در کوه سینا دریافت کرد، در حالی که خدا در دید همه مردم در ابر و آتش و تاریکی و طوفان ظاهر شد. و ما می‌گوییم که همه پیامبران از موسی به بعد آمدن مسیح را پیشگویی کردند و اینکه مسیح خدا (و پسر خدا) چگونه باید بیاید و مصلوب شود و بمیرد و دوباره زنده شود و چگونه او داور مسیح باشد. زنده و مرده سپس وقتی می‌گوییم:
 'چگونه است که این پیامبر شما به همین صورت نیامده است و دیگران بر او شهادت می‌دهند؟ و چگونه است که خداوند در حضور تو کتابی را که تو به آن اشاره می‌کنی به این مرد هدیه نداد، همان‌طور که شریعت را به موسی داد، در حالی که مردم به آن نگاه می‌کنند و کوه دود می‌کنند، تا تو نیز یقین پیدا کنی. - آنها پاسخ می‌دهند که خدا هر چه بخواهد انجام می‌دهد. ما می‌گوییم: این را می‌دانیم، اما می‌پرسیم که چگونه این کتاب بر پیامبر شما فرستاده شده‌است. سپس پاسخ می‌دهند که کتاب در حالی که خواب بود بر او فرستاده شد.

### تئوفان اعتراف‌کننده
تئوفان اعترافگر (متوفی حدود ۸۲۲) مجموعه‌ای از تواریخ (۲۸۴ به بعد و ۶۰۲–۸۱۳ پس از میلاد) را نوشت که در ابتدا بر پایه آنچه از جورج سینسلوس شناخته شده بود. تئوفانس در مورد محمد چنین گزارش می‌دهد:
در آغاز ظهور او، یهودیان گمراه فکر می‌کردند که او مسیح است. … اما هنگامی که او را در حال خوردن گوشت شتر دیدند، متوجه شدند که او کسی نیست که آنها فکر می‌کردند، … آن مردان بدبخت به او چیزهای غیرقانونی علیه ما مسیحیان را به او یاد دادند و نزد او ماندند.
هرگاه به فلسطین می‌آمد، با یهودیان و مسیحیان معاشرت می‌کرد و از آنها مطالبی از کتاب مقدس می‌خواست. او همچنین به بیماری صرع مبتلا بود. هنگامی که همسرش از این امر آگاه شد، بسیار نگران شد، زیرا او که نجیب‌زاده‌ای بود، با مردی مانند او ازدواج کرده بود که نه تنها فقیر بود، بلکه صرع نیز داشت. او با فریبکاری کوشید او را آرام کند و گفت: «من مدام رؤیایی از فرشته‌ای به نام جبرئیل را می‌بینم، و چون نمی‌توانم دید او را تحمل کنم، غش می‌کنم و به زمین می‌افتم.»

### نیکتاس
در اثر تاریخ روابط مسیحی و مسلمان هیو گدارد از جان دمشقی و تئوفان یاد می‌کند و در ادامه به ارتباط نیکتاس بیزانتیوس می‌پردازد. که از طرف امپراتور میخائیل سوم (۸۴۲–۸۶۷) پاسخ نامه‌ها را فرموله کرد. گودارد دیدگاه نیکتاس را اینگونه خلاصه می‌کند:
به‌طور خلاصه، محمد شارلاتانی جاهل بود که با فریب دادن اعراب وحشی جاهل، موفق شد دینی فجیع، کفرآمیز، بت‌پرست، شیطانی را که پر از خطاهای بیهوده، عظمت‌های فکری، خطاهای باوری و انحرافات اخلاقی است، بپذیرد.
گدارد همچنین استدلال می‌کند که نیکتاس در کار خود دانشی از کل قرآن را نشان می‌دهد، از جمله دانش گسترده‌ای از سوره‌های ۲–۱۸. گزارش نیکتاس از پشت مرز بیزانس ظاهراً سابقه‌ای قوی برای نوشتن بعدی هم از دید لحن و هم از دید مباحث استدلالی ایجاد کرد.

### سده ۱۱
در سده یازدهم، دانش و تصاویر اسلام در غرب مسیحی متفاوت بود. به عنوان مثال، نویسندگان سده یازدهم آواز رولان آشکارا دانش واقعی کمی از اسلام داشتند. همان‌طور که در این شعر حماسی نشان داده شده‌است، مسلمانان مجسمه‌های محمد را برپا می‌کنند و آنها را می‌پرستند، و محمد بخشی از یک «ثلاث نامقدس» همراه با اپولیون یونانی کلاسیک و ترماگانت ، خدایی کاملاً خیالی است. این دیدگاه، که آشکارا اسلام را با دین یونانی-رومی پیش از مسیحیت اشتباه می‌گیرد، به نظر می‌رسد که بازتاب‌دهنده تصورات نادرست رایج در جامعه مسیحی غربی در آن زمان باشد.
از سوی دیگر، نویسندگان کلیسایی مانند آماتوس از Montecassino یا Geoffrey Malaterra در نورمن جنوبی ایتالیا، که گهگاه در میان خود مسلمانان زندگی می‌کردند، گاهی مسلمانان را به شیوه‌ای منفی به تصویر می‌کشیدند، اما به همان اندازه هر گروه (قومی) دیگری را که مخالف بود، به تصویر می‌کشیدند. حکومت نورمن‌ها مانند یونانیان بیزانس یا لومباردهای ایتالیایی. غالباً تصویرها به زمینه بستگی دارد: هنگام نوشتن در مورد رویدادهای بی‌طرف، مسلمانان را بر پایه اصطلاحات جغرافیایی مانند "Saracens" یا "Sicilian" می‌نامیدند، در هنگام گزارش رویدادهایی که مسلمانان با نورمن‌ها درگیر شدند، مسلمانان "مبتنی" یا "مبتنی" یا «کافران» نامیده می‌شدند.
شباهت‌ها گهگاه تصدیق می‌شد، مانند پاپ گریگوری هفتم در نامه‌ای به امیر حمادی، النصیر، که هم مسیحیان و هم مسلمانان «خدای یکتایی را می‌پرستند و اعتراف می‌کنند، هرچند به اشکال گوناگون و ستایش روزانه».

### کمدی الهی
در کمدی الهی دانته آلیگری، محمد در نهمین خندق Malebolge، قلمرو هشتم است که برای کسانی طراحی شده‌است که باعث انشقاق شده‌اند. به‌طور ویژه، او در زمره کاشفان اختلاف مذهبی قرار گرفت. محمد به صورت دو نیم شده به تصویر کشیده شده‌است که اندامش آویزان است و وضعیت او را به عنوان یک بدعت‌گذار نشان می‌دهد (کانتو ۲۸).
این صحنه اغلب در تصاویر کمدی الهی نشان داده می‌شود. محمد در نقاشی دیواری سده پانزدهم آخرین داوری توسط جووانی دامودنا و طراحی روی دانته، در کلیسای سن پترونیو در بولونیا، و همچنین در آثار هنری سالوادور دالی، آگوست رودن، ویلیام بلیک و گوستاو دوره نمایش داده شده‌است.

## کلیسای کاتولیک و اسلام

### شورای دوم واتیکان و نوسترا آئتات
وقتی نوسترا آئاته برای نخستین بار پیش نویس شد، یا حتی در افتتاحیه شورای دومین واتیکان، مسئله اسلام در دستور کار نبود. با این حال، مانند مسئله یهودیت، چندین رویداد دوباره گرد هم آمدند تا اسلام را مورد توجه قرار دهند. در زمان نشست دوم شورا در سال ۱۹۶۳، ملاحظاتی توسط اسقف‌های خاورمیانه در مورد گنجاندن این پرسش مطرح شد. این موضع گرفته شد که یا اصلاً پرسش مطرح نمی‌شود یا اگر مطرح می‌شود باید از مسلمانان یادی شود. ماکسیموس چهارم، ایلخانی ملکی، از جمله کسانی بود که برای این سمت اخیر تلاش می‌کرد.
در اوایل سال ۱۹۶۴ آوگوستین بئا به کاردینال سیکوگنانی، رئیس کمیسیون هماهنگی شورا، اطلاع داد که پدران شورا می‌خواهند شورا چیزی در مورد ادیان بزرگ توحیدی، و به‌ویژه در مورد اسلام بگوید. با این حال، این موضوع خارج از صلاحیت دبیرخانه بئا برای ترویج وحدت مسیحی است. بیا ابراز تمایل کرد که «عده‌ای از افراد شایسته را انتخاب کند و با آنها پیش نویس تهیه کند» تا به کمیسیون هماهنگی ارائه شود. در جلسه کمیسیون هماهنگی در ۱۶–۱۷ آوریل، چیکوگنانی اذعان کرد که لازم است از مسلمانان صحبت شود.
دوره میان جلسات نخست و دوم شاهد تغییر پاپ از پاپ جان بیست و سوم به پاپ پل ششم بود که از اعضای حلقه (بادالیا) اسلام‌شناس لوئیس ماسینیون بود. پاپ پل ششم مسیر توصیه شده توسط ماکسیموس چهارم را انتخاب کرد و بنابراین کمیسیون‌هایی را برای معرفی آنچه که به عنوان پاراگراف در مورد مسلمانان در دو سند مختلف تبدیل می‌شود، تشکیل داد، یکی از آنها Nostra aetate، بند سه، و دیگری Lumen gentium، بند ۱۶.
متن پیش‌نویس نهایی رگه‌هایی از تأثیر ماسینیون داشت. به عنوان مثال، اشاره به مریم، ناشی از مداخله مونسینور دسکوفی، اسقف اعظم لاتین اسمیرنا بود که ماسینیون در احیای فرقه مریم در اسمیرنا با او همکاری کرد. ستایش نماز مسلمانان ممکن است بازتاب‌دهنده تأثیر بدلیه باشد.
در Lumen gentium، شورای دوم واتیکان اعلام می‌کند که برنامه نجات مسلمانان را نیز به دلیل یکتاپرستی خود در بر می‌گیرد.

### درگیری‌های اخیر کاتولیک-اسلامی
- برای مناقشه بر سر دین یا نظام سیاسی بودن اسلام، به ریمند لئو برک#اسلام و مهاجرت مراجعه کنید.
- برای مناقشه بر سر سخنان پاپ بندیکت شانزدهم، به سخنرانی رگنسبورگ مراجعه کنید.

## پروتستانیسم و اسلام
پروتستانتیسم و اسلام در سده شانزدهم، در زمانی که جنبش‌های پروتستانی در شمال اروپا مصادف با گسترش امپراتوری عثمانی در جنوب اروپا بود، با یکدیگر ارتباط برقرار کردند. از آنجایی که هر دو با امپراتوری مقدس روم کاتولیک در تضاد بودند، مبادلات بسیاری رخ داد، شباهت‌های مذهبی و امکان تجارت و همبستگی‌های نظامی بررسی شد. روابط در دوره‌های اولیه مدرن و مدرن متضاد تر شد، اگرچه اخیراً کوشش‌هایی برای نزدیک شدن صورت گرفته‌است.

## مورمونیسم و اسلام
مورمونیسم و اسلام از زمان پیدایش اولی در سده نوزدهم با یکدیگر مقایسه شده‌اند، اغلب توسط مخالفان یک یا آن دین – یا هر دو. به عنوان مثال، جوزف اسمیت، پیامبر بنیانگذار مورمونیسم، توسط نیویورک هرالد کمی پس از قتل او در ژوئن ۱۸۴۴، به عنوان «ماهومت مدرن» نامیده شد. این لقب مقایسه‌ای را تکرار می‌کند که از نخستین حرفهٔ اسمیت انجام شده بود، مقایسه‌ای که در آن زمان در نظر گرفته نشده بود که مکمل باشد. مقایسه انبیای مورمون و مسلمان امروزه نیز گاهی به دلایل تحقیرآمیز یا جدلی بلکه برای اهداف علمی و بی طرفانه تر انجام می‌شود. در حالی که مورمونیسم و اسلام مسلماً شباهت‌های زیادی دارند، تفاوت‌های بنیادین و مهمی نیز میان این دو دین وجود دارد. روابط مورمون و مسلمانان از لحاظ تاریخی صمیمانه بوده‌است. سال‌های اخیر شاهد افزایش گفت‌وگو میان پیروان دو مذهب و همکاری در فعالیت‌های خیریه، به‌ویژه در خاورمیانه و خاور دور بوده‌ایم.

## مسیحیت و دروزیت

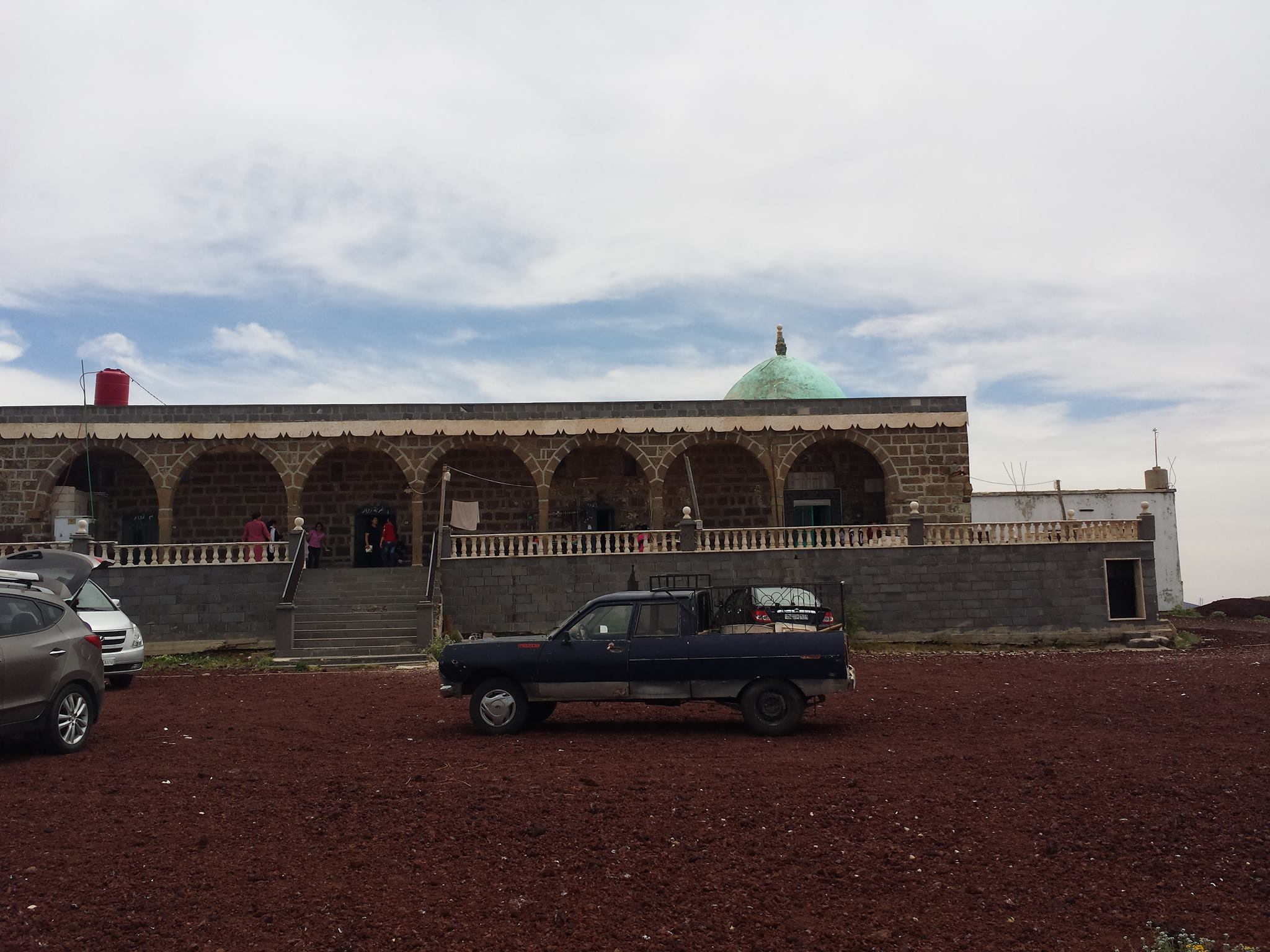
مقام المسیح دروزی در استان سویدا.

مسیحیت و دروزی ادیان ابراهیمی هستند که پیوند سنتی تاریخی با برخی از تفاوت‌های کلامی عمده دارند. این دو مذهب در خاورمیانه منشأ مشترکی دارند و خود را یکتاپرست می‌دانند. اگرچه این ایمان در اصل از اسلام اسماعیلی شکل گرفت، دروزی‌ها مسلمان نیستند.
رابطه میان دروزی‌ها و مسیحیان با هماهنگی و همزیستی مشخص شده‌است، با روابط دوستانه میان دو گروه که در طول تاریخ غالب بوده‌است، به استثنای برخی از دوره‌ها، از جمله جنگ ۱۸۶۰ دروزی‌ها و مارونی‌ها. در طول سده‌ها تعدادی از دروزی‌ها مسیحیت را پذیرفتند، مانند برخی از اعضای شهابیون، و همچنین قبیله ابی لما.
تماس میان مسیحیان (اعضای کلیساهای مارونی، ارتدوکس شرقی، ملیتی و سایر کلیساها) و دروزی‌های وحدت گرا منجر به حضور روستاها و شهرهای مختلط در کوه لبنان، جبل الدروز، جلیل و کوه کرمل شد. مارونی‌ها و دروزی‌ها لبنان مدرن را در اوایل سده هجدهم از طریق نظام حاکم و اجتماعی معروف به «دوآلیسم مارونی-دروزی» در کوه لبنان معتصریفات بنیان نهادند.
مسیحیت برخلاف دروزی‌ها باور به تناسخ یا انتقال روح شامل نمی‌شود. مسیحیان برخلاف دروزی‌ها که نوکیشان را نمی‌پذیرند، غالباً از طریق ایجاد مأموریت‌ها به تبشیر می‌پردازند. حتی ازدواج خارج از مذهب دروزی نادر است و به شدت دلسرد می‌شود. شباهت‌های دروزی‌ها و مسیحیان شامل وجوه اشتراکی در دیدگاه‌های آنها در مورد ازدواج و طلاق و همچنین باور به یگانگی خدا و خداحسابی است. ایمان دروزی برخی از عناصر مسیحیت و سایر باورهای مذهبی را در خود جای داده‌است.
هر دو مذهب جایگاه برجسته‌ای برای عیسی قائل هستند: عیسی شخصیت مرکزی مسیحیت است و در ایمان دروزی، عیسی یکی از پیامبران مهم خدا به‌شمار می‌رود، در میان هفت پیامبری است که در دوره‌های مختلف تاریخ ظاهر شد. هر دو مذهب به جان باپتیست، سنت جورج، الیاس و دیگر شخصیت‌های رایج احترام می‌گذاشتند.

## تأثیرات هنری
هنر و فرهنگ اسلامی هر دو تحت تأثیر هنر و فرهنگ مسیحی بوده و از آن تأثیر پذیرفته‌است. برخی از هنرها، به ویژه معماری مذهبی در دوران بیزانس و سده‌های میانی، چنین تأثیر شدیدی را دریافت کرده‌اند.